# Dudelange
Dudelange je město v jižním Lucembursku blízko hranic s Francií. V současnosti zde žije více než 18 000 obyvatel a jedná se tak o čtvrté největší město v zemi. Dudelange je vedle Esch-sur-Alzette důležitým průmyslovým centrem země.

## Poloha
Dudelange leží přibližně na polovině cesty mezi Lucemburkem a lotrinským Thionville u hranic s Francií. Sousedními obcemi jsou francouzské Zoufftgen a Volmerange-les-Mines.

## Čtvrti města Dudelange
- Bireng
- Butschebuerg
- Brill
- Gaffelt
- Italská čtvrť
- Ribeschpont
- Wolkeschdahl
- Schmelz
- Deich

## Partnerská města
- Arganil, Portugalsko
- Berane, Černá Hora
- Feltre,  Itálie
- Lauenburg, Německo
- Lębork, Polsko
- Manom, Francie